# Swan Song (canción de Dua Lipa)
«Swan Song» es una canción escrita e interpretada por la cantante albanobritánica Dua Lipa. Fue lanzada como sencillo el 24 de enero de 2019, a través de Warner Bros. Records. La pista formó parte de la banda sonora de la película Alita: Battle Angel, estrenada en 2019. «Swan Song» fue escrita por Dua Lipa, junto a Justin Tranter, Kennedi Lykken, Mattias Larsson, Robin Fredriksson y Thomas Holkenborg. Alcanzó el puesto veinticuatro en Irlanda y el Reino Unido.

## Información de la canción
La canción fue anunciada a finales del 2018, Dua Lipa bromeó con "Swan Song" en un vídeo publicado en su Instagram el día 3 de enero de 2019. Estaba originalmente programado para su lanzamiento el 25 de enero de 2019, sin embargo, Lipa anunció que sería lanzado un día antes. La pista formó parte de la banda sonora de la película Alita: Battle Angel, estrenada en 2019.
«Swan Song» fue escrita por Dua Lipa, junto a Justin Tranter, Kennedi Lykken, Mattias Larsson, Robin Fredriksson y Thomas Holkenborg, mientras que la producción fue llevada a cabo por Lorna Blackwood, Mattman & Robin y MNEK. "Swan Song" alcanzó el número veinticuatro en Irlanda y el Reino Unido. También se posicionó en la ubicación veintisiete y treinta y uno en las listas de Escocia y República Checa, respectivamente.

## Video musical
El video musical de la canción, fue dirigido por Floria Sigismondi. Se estrenó en la cuenta de YouTube de la cantante el día 24 de enero de 2019, el mismo día que se liberó la canción. El video presenta un escenario futurista y muestra al cantante caminando por las "calles llenas de humo de Iron City, luciendo pesadas cadenas de oro y plata sobre un top y pantalones de cuero negro". A la mitad del video, Lipa se acerca a un espejo que refleja la imagen de Alita cuando coincide con varios de los movimientos de artes marciales de Alita de la película. Al final del video, el personaje de Lipa se transforma en Alita.

## Lista de ediciones
Descarga digital

| N.º | Título                     | Duración |  |
| 1.  | «Swan Song» (Radio single) | 3:02     |  |

## Créditos y personal
Créditos adaptados de Genius.
- Dua Lipa - Voz principal y composición.
- kennedi  -  composición y vocales
- Justin Tranter  -  composición.
- Mattias Larsson   -  composición, vocales, guitarra, percusión, sintetizador y programación
- Robin Fredriksson  -  composición, vocales, guitarra, percusión, sintetizador y programación
- Junkie XL  -  composición y sintetizador, arreglo de cuerdas, piano
- MNEK - Producción vocal
- John Hanes - Ingeniero
- Randy Merrill - Ingeniero de masterización
- Serban Ghenea - Ingeniero de mezclas

## Posicionamiento en listas
| Listas (2019)                                   | Mejor posición |
| ----------------------------------------------- | -------------- |
| Alemania (Official German Charts)               | 99             |
| Australia (ARIA)                                | 68             |
| Bélgica (Ultratop) Flanders                     | 50             |
| Bélgica (Ultratop) Wallonia                     | 1              |
| Canadá (Canadian Hot 100)                       | 99             |
| Canadá (CHR/Top 40)                             | 31             |
| Canadá (Hot AC)                                 | 50             |
| China (Airplay/FL)                              | 4              |
| Escocia (Official Charts Company)               | 27             |
| Eslovaquia (Singles Digitál Top 100)            | 21             |
| Estados Unidos (Bubbling Under Hot 100 Singles) | 4              |
| Estados Unidos (Adult Top 40)                   | 39             |
| Estados Unidos (Dance Club Songs)               | 24             |
| Estados Unidos (Mainstream Top 40)              | 21             |
| Francia (SNEP)                                  | 196            |
| Hungría (Single Top 40)                         | 11             |
| Irlanda (IRMA)                                  | 24             |
| México (Mexico Inglés Airplay)                  | 1              |
| Nueva Zelanda Hot Singles (RMNZ)                | 5              |
| Países Bajos (Tipparade)                        | 1              |
| Reino Unido (UK Singles Chart)                  | 24             |
| República Checa (Rádio Top 100)                 | 46             |
| República Checa (Singles Digitál Top 100)       | 31             |
| Suecia (Sverigetopplistan)                      | 67             |
| Suiza (Schweizer Hitparade)                     | 96             |

## Certificaciones
| País (organismo certificador) | Certificación | Unidades certificadas |
| ----------------------------- | ------------- | --------------------- |
| Polonia (ZPAV)                | Oro           | 10 000                |
| Reino Unido (BPI)             | Plata         | 200 000               |

## Historial de lanzamiento
| País    | Fecha               | Formato                     | Discográfica | Ref    |
| ------- | ------------------- | --------------------------- | ------------ | ------ |
| Various | 24 de enero de 2019 | streaming, descarga digital | Warner Bros. | [ 29 ] |
| Various | 29 de enero de 2019 | Contemporary hit radio      | Warner Bros. | [ 53 ] |